# Fondazione Montanelli Bassi
(Indro Montanelli, "Commiato dal tempo di pace", Il Selvaggio, Roma, 1935)
(Indro Montanelli, "La mia Firenze", stampata in tiratura limitata nel 2005 da FM Editore come "Quaderni della Fondazione Montanelli Bassi")
| Fondazione Montanelli Bassi |
| --- |
| |
| Indirizzo sede |
| Via G. Di San Giorgio n. 2, Fucecchio |
| Presidente |
| Alberto Malvolti |
| Vicepresidente |
| Letizia Moizzi |
| Segretario |
| - Andrea Vanni Desideri - Francesco Briganti - Alessio Spinelli (in qualità di Sindaco pro tempore del Comune di Fucecchio) - Mons. Andrea Cristiani (in qualità di arciprete pro tempore della Collegiata di Fucecchio) - Lisa Sciagrà (in qualità di direttore pro tempore della Biblioteca del Comune di Fucecchio) |
| Sito |
| Sito ufficiale |

La Fondazione Montanelli Bassi di Fucecchio venne istituita nel 1987 per volontà di Indro Montanelli che ha associato al proprio nome quelli di Emilio Bassi, sindaco di Fucecchio nel primo 900. Dal 1993 si trova nei locali del Palazzo Della Volta di Fucecchio, ristrutturato con il contributo della fondazione e della Contrada Sant'Andrea.

## Descrizione

Indro Montanelli

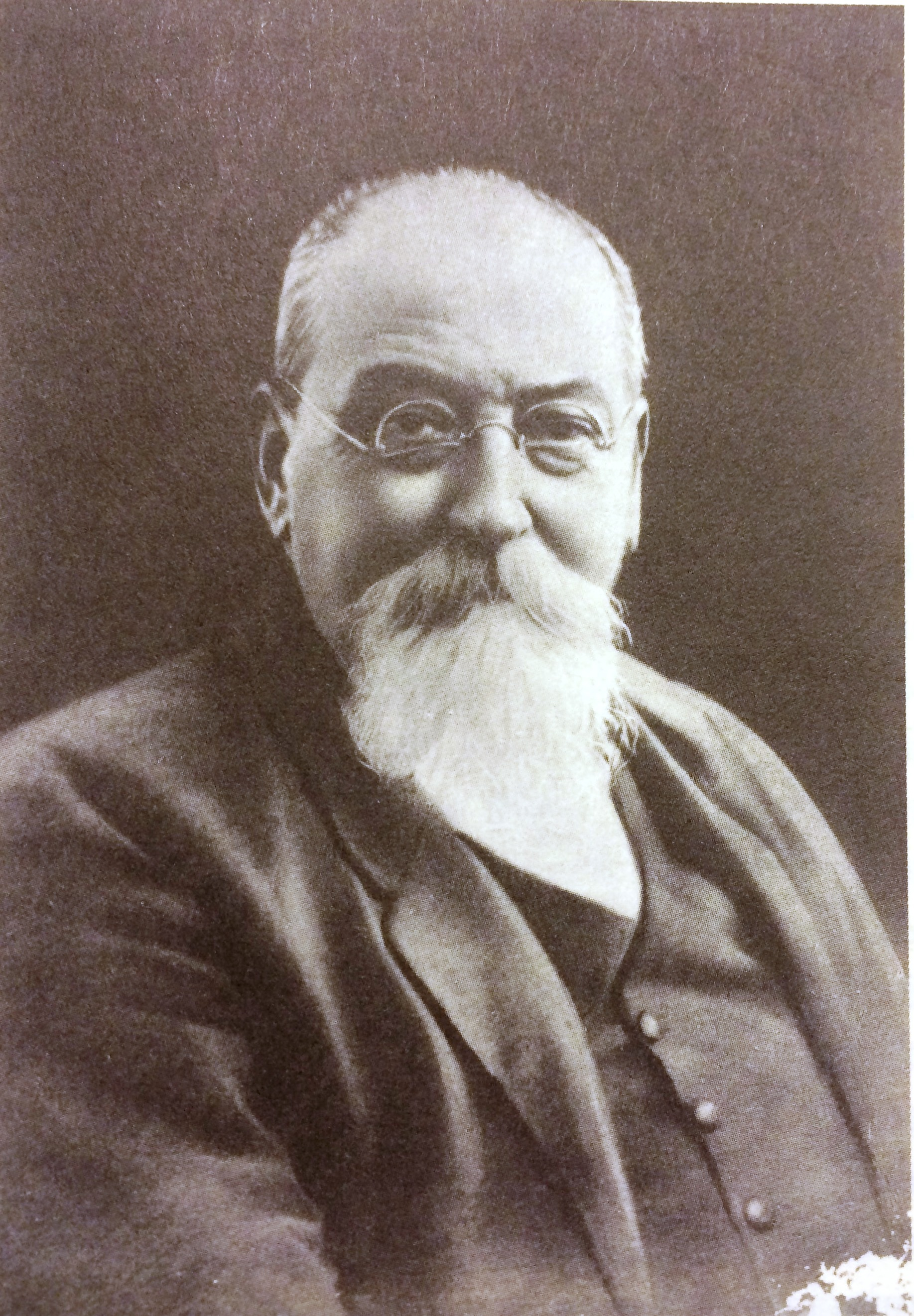
Emilio Bassi

La Fondazione Montanelli Bassi è dotata di una biblioteca e di un auditorium dove si svolgono mostre, incontri e dibattiti. È inoltre presente uno spazio dedicato alle opere del pittore fucecchiese Arturo Checchi dove sono raccolti i suoi dipinti e disegni.
Lo scopo principale della fondazione è quello di mantenere vivo e curato il patrimonio lasciatoci da Indro Montanelli, qui nato e cresciuto. Dall'anno della sua morte, nel 2001, si impegna nella ricerca sulla sua opera, è fornita di una ricca documentazione e numerosi studi del giornalista. Sono inoltre presenti le “Stanze di Montanelli”, stanze all'interno delle quali sono presenti arredi originali e testimonianze visitabili.
Altro scopo della Fondazione Montanelli Bassi è quello di promuovere le tradizioni e la cultura dell'emblematico territorio in cui è immersa, quale il centro storico di Fucecchio, il Padule di Fucecchio e l'area delle Cerbaie.

## I premi
La Fondazione Montanelli Bassi organizza 3 premi, i primi due a carattere nazionale ed il terzo locale.

### Premio di scrittura "Indro Montanelli"
Nel 2001 è stato creato un premio di scrittura in lingua italiana per ricordare Indro Montanelli. A cadenza biennale, il premio è dedicato al giornalismo, alla divulgazione storica e alla memorialistica. Il tema è differente ad ogni edizione ed è scelto da una giuria.

### Premio "Colette Rosselli"
Questo premio è stato istituito con lo scopo di ricordare Colette Rosselli, nota anche con lo pseudonimo di Donna Letizia. Scrittrice, illustratrice, pittrice e moglie di Indro Montanelli, è stata lei a creare un premio biennale dedicato agli autori di libri illustrati per l'infanzia. Il libro vincitore è quello più gradito da un campione di alunni delle classi elementari.

### Premio “Piero Malvolti”
Il premio è intitolato a Piero Malvolti, presidente della Fondazione Montanelli Bassi dal 1987 fino al 1998. Amico di Indro Montanelli, fu anche il direttore della rivista "Erba d'Arno" fino al 1998, anno della sua morte.
Il vincitore del premio “Piero Malvolti” deve essersi distinto nella letteratura, nella ricerca storica, nella difesa dell'ambiente e con la sua opera deve aver valorizzato il territorio del Comune di Fucecchio.

## Archivi
Oltre a studi storici sull'età moderna e contemporanea, sono presenti nell'archivio della fondazione anche classici della letteratura del 900, volumi di storia dell'arte, ma soprattutto alcune rarità come un'edizione del vocabolario della Crusca risalente al 700. Inoltre un importante archivio di cartografia storica può essere la base per una ricerca storica sulla storia di Fucecchio e del territorio tra Valdarno e Valdinievole.

### Montanelli in TV
In seguito ad un accordo della Fondazione Montanelli Bassi con la RAI (Radiotelevisione italiana) del 2009, tutti gli interventi in canali RAI di Indro Montanelli sono stati documentati, duplicati ed inviati presso la sede della fondazione. Tutti questi documenti sono consultabili da chiunque svolga ricerche sul giornalista e su temi che egli ha trattato nel corso di programmi televisivi.

### La collezione "Arturo Checchi"
Indro Montanelli donò alla Fondazione Montanelli Bassi, nel 1998, 7 dipinti, 28 disegni originali e 2 acquerelli del pittore fucecchiese Arturo Checchi. A queste si aggiunsero in seguito altri 3 dipinti e 5 disegni. Importanti sono anche i 14 “taccuini” contenenti 358 pezzi in totale tra i quali schizzi ed abbozzi del pittore presenti su cartoncini, pagine di giornale o programmi di concerti.

## La Presidenza
Qui sono contenute le armi della Campagna d'Etiopia, alla quale Indro Montanelli partecipò personalmente come ufficiale, le due lauree Honoris Causa dell'Università di Genova e Università di Bologna, foto che ripercorrono le tappe fondamentali della vita dello scrittore, l'albero genealogico che illustra la discendenza dei Montanelli dai Della Volta, famiglia che abitò l'omonimo palazzo, e una sezione con volumi del 700 e dell'800.

## La Sala di lettura
Qui troviamo la collezione de Il Giornale (1974-1994), tutta la collezione de “La Voce” (1995-1996), le ultime “Stanze” uscite con il Corriere della Sera (1997-2001), l'Enciclopedia Treccani, altre Enciclopedie italiane e straniere e la L'Europeo.

## “Le stanze”
Tra "le stanze" della Fondazione Montanelli Bassi troviamo due riproduzioni degli studi di Indro Montanelli.

### Studio Milanese
Lo studio di Indro Montanelli durante il suo soggiorno a Milano è stato riprodotto in una stanza all'interno della Fondazione dove sono conservati gli oggetti che accompagnavano la sua vita quotidiana come la sua poltrona preferita, la "Lettera 22", l'agenda con gli ultimi appuntamenti, la scrivania e la libreria costruita da Emilio Bassi.

### Studio Romano
Lo studio romano di Indro Montanelli si trovava nella sua casa di Piazza Navona dove sua moglie Colette Rosselli aveva abitato fino al 1996, anno della sua morte. Sono conservate, nella riproduzione dello studio romano della fondazione, fotografie e oggetti appartenuti a Montanelli. Le stanze ripropongono tutti gli arredi così com'erano nella loro posizione originale.